# Johann Hinrich Claussen

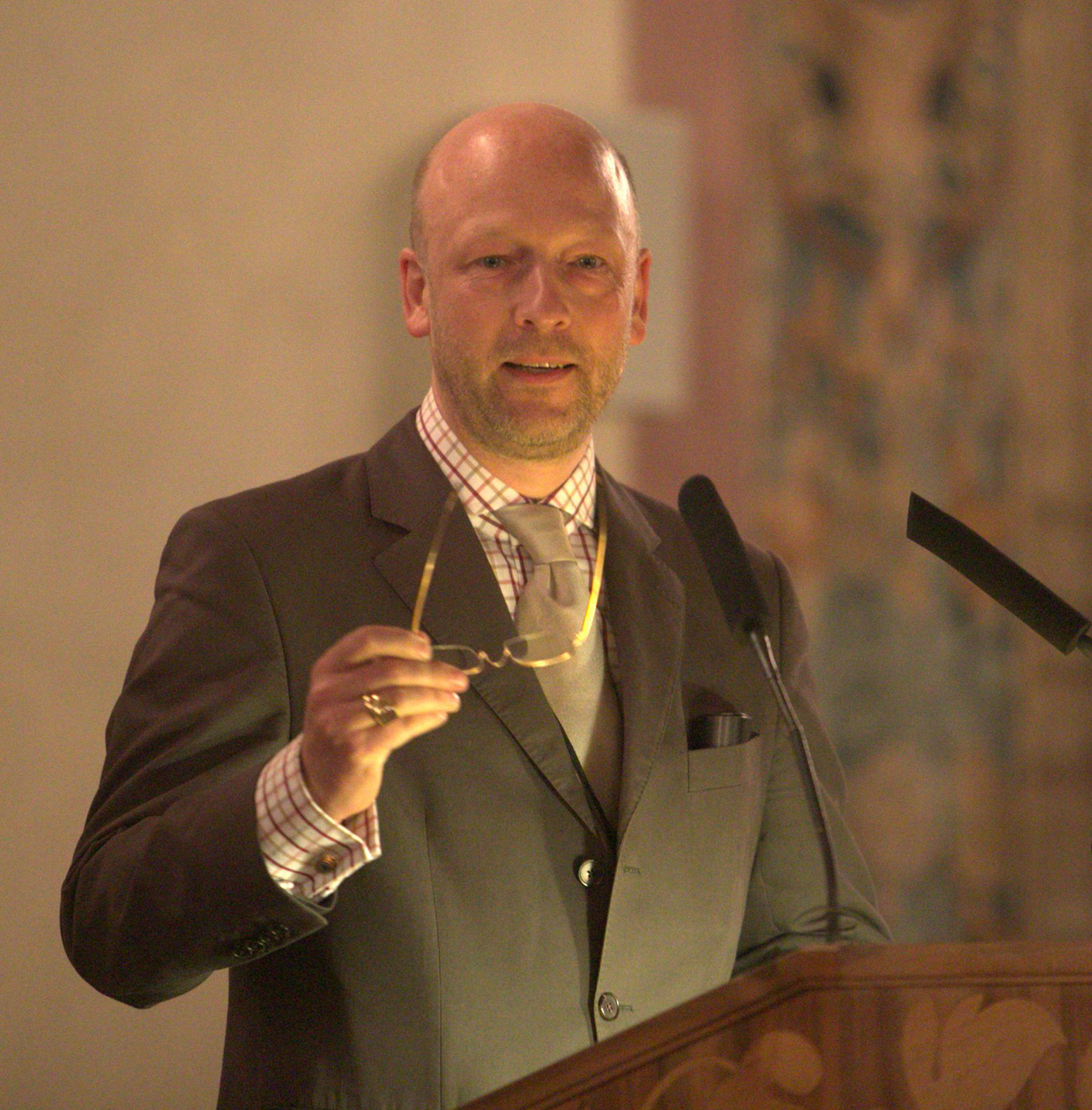
Johann Hinrich Claussen (Oktober 2014)

Johann Hinrich Claussen (* 15. Juli 1964 in Hamburg) ist ein deutscher evangelisch-lutherischer Theologe und Autor. Er ist seit 2016 Kulturbeauftragter des Rates der Evangelischen Kirche in Deutschland (EKD).

## Leben
Claussen ist eines von vier Kindern von Erika M. Claussen, geborene Dose, und ihrem Mann, dem Unternehmensrechtler, Bankmanager und CDU-Politiker Carsten Peter Claussen. Er studierte Evangelische Theologie an den Universitäten Tübingen und Hamburg sowie in London. Mit einer Dissertation über Die Jesus-Deutung von Ernst Troeltsch im Kontext der liberalen Theologie wurde er 1996 in Hamburg bei Hermann Fischer promoviert. Im selben Jahr wurde er zum Pastor der Nordelbischen Kirche ordiniert; seine erste Pfarrstelle war in Reinbek. Er habilitierte sich 2005 an der Universität Hamburg in Systematischer Theologie mit Hilfe eines Habilitationsstipendiums mit einer von Hermann Fischer begutachteten Schrift über Glück und Gegenglück und lehrte ebenda als Privatdozent.
Er war von 2004 bis 2016 Propst für die Propstei Alster-West im Kirchenkreis Hamburg-Ost der Evangelisch-Lutherischen Kirche in Norddeutschland. Von 2007 bis 2016 war er als Nachfolger von Ferdinand Ahuis zugleich Hauptpastor an St. Nikolai in Hamburg.
Seit 1. Februar 2016 ist Claussen Beauftragter vom Rat der EKD für Kultur und Leiter des Kulturbüros der EKD in Berlin. Claussen lebt und arbeitet in Berlin und Hamburg.
Claussen schreibt regelmäßig für deutsche Zeitungen und Zeitschriften sowie für verschiedene Anstalten des öffentlich-rechtlichen Rundfunks.  Er gehört zum Herausgeberkreis der Predigtstudien.

## Werke
- Die Jesus-Deutung von Ernst Troeltsch im Kontext der liberalen Theologie. Dissertation. Universität Hamburg 1995/1996. Mohr, Tübingen 1997, ISBN 3-16-146744-2 (Beiträge zur historischen Theologie. 99).
- Moritz und der liebe Gott. DTV, München 2004, ISBN 3-423-62168-0 (dtv 62168: Reihe Hanser).
- (Hrsg.) Spiegelungen: biblische Texte und moderne Lyrik; eine Anthologie. Pano, Zürich 2004, ISBN 3-907576-72-1.
- Glück und Gegenglück: philosophische und theologische Variationen über einem alltäglichen Begriff. Habilitationsschrift. Universität Hamburg 2004/2005. Mohr Siebeck, Tübingen 2005, ISBN 3-16-148679-X.
- Die 101 wichtigsten Fragen – Christentum. Beck, München 2006, ISBN 978-3-406-54094-3 (Beck’sche Reihe; 1676). 2. Auflage 2007, 3. Auflage 2008, japanische Ausgabe 2010.
- Zurück zur Religion: warum wir vom Christentum nicht loskommen. Pantheon, München 2006, ISBN 978-3-570-55014-4.
- O Gott! Warum und wie wir beten – oder auch nicht. DTV, München 2008, ISBN 978-3-423-62365-0 (dtv 62365: Reihe Hanser).
- in Zusammenarbeit mit Christof Jaeger: Gottes Häuser oder die Kunst, Kirchen zu bauen und zu verstehen: vom frühen Christentum bis heute. Beck, München 2010, ISBN 978-3-406-60718-9.
- in Zusammenarbeit mit Christof Jaeger: Gottes Klänge: Eine Geschichte der Kirchenmusik. Beck, München 2014, ISBN 978-3-406-66684-1.
- Herausgeber in Zusammenarbeit mit Martin Rössler: Große Predigten, 2000 Jahre Gottes Wort und christlicher Protest. Schneider, Darmstadt 2015, ISBN 978-3-650-40071-0.
- Reformation. Die 95 wichtigsten Fragen. Beck, München 2016, ISBN 978-3-406-69731-9.
- Das Buch der Flucht. Die Bibel in 40 Stationen.[5] Beck, München 2018, ISBN 978-3-406-72690-3.
- (mit Klaus-Martin Bresgott): Das Land Fontanes. Monumente Publikationen, Bonn 2019, ISBN 978-3-86795-153-1.
- (hrsg. mit Klaus-Martin Bresgott): Lieb, Leid und Zeit und Ewigkeit. Liederbuch für alle Tage. Kulturbüro des Rates der EKD, Berlin 2020, ISMN 979-0-000-00231-9 (Suche im DNB-Portal).
- Gottes Bilder: Eine Geschichte der christlichen Kunst. C. H. Beck, München 2024, ISBN  978-3-406-82216-2.